# Georg Schuster (Priester)
Georg Schuster (* 16. Mai 1921 in Jetzendorf; † 18. Oktober 2011 in Germering) war ein deutscher römisch-katholischer Priester. Für seinen Einsatz zur Wiedererrichtung der Pasinger Mariensäule ist er im Münchner Stadtteil Pasing bis heute bekannt.

## Leben
Georg Schuster wurde auf dem Bergmüller-Anwesen in Jetzendorf geboren und wuchs auch dort auf. In Jetzendorf war er daher als Bergmüller Schorsch bekannt. Nach dem Abitur wurde er 1940 zum Kriegsdienst eingezogen und geriet in amerikanische Kriegsgefangenschaft. Ab 1945 studierte er römisch-katholische Theologie an der Philosophisch-theologischen Hochschule in Freising und wurde 1950 im Freisinger Dom durch Michael von Faulhaber zum Priester geweiht. Nach Stellen als Kaplan und Kooperator in St. Andreas in Teisendorf und St. Ursula in München war er von 1960 bis 1968 der erste Pfarrer der neu errichteten Pfarrei St. Christophorus in  Percha am Starnberger See. Von 1968 bis 2001 war er Stadtpfarrer der Pfarrei  Maria Schutz in München-Pasing. Für seine charismatische Art und seine direkte, am Wohl des Mitmenschen orientierte Seelsorge genoss Schuster stets ein hohes Ansehen, das weit über die Grenzen seiner jeweiligen Pfarrei hinausging.
Den Ruhestand verbrachte Schuster im Altenheim Don Bosco in Germering, wo er bis 2008 auch als Seelsorger tätig war.

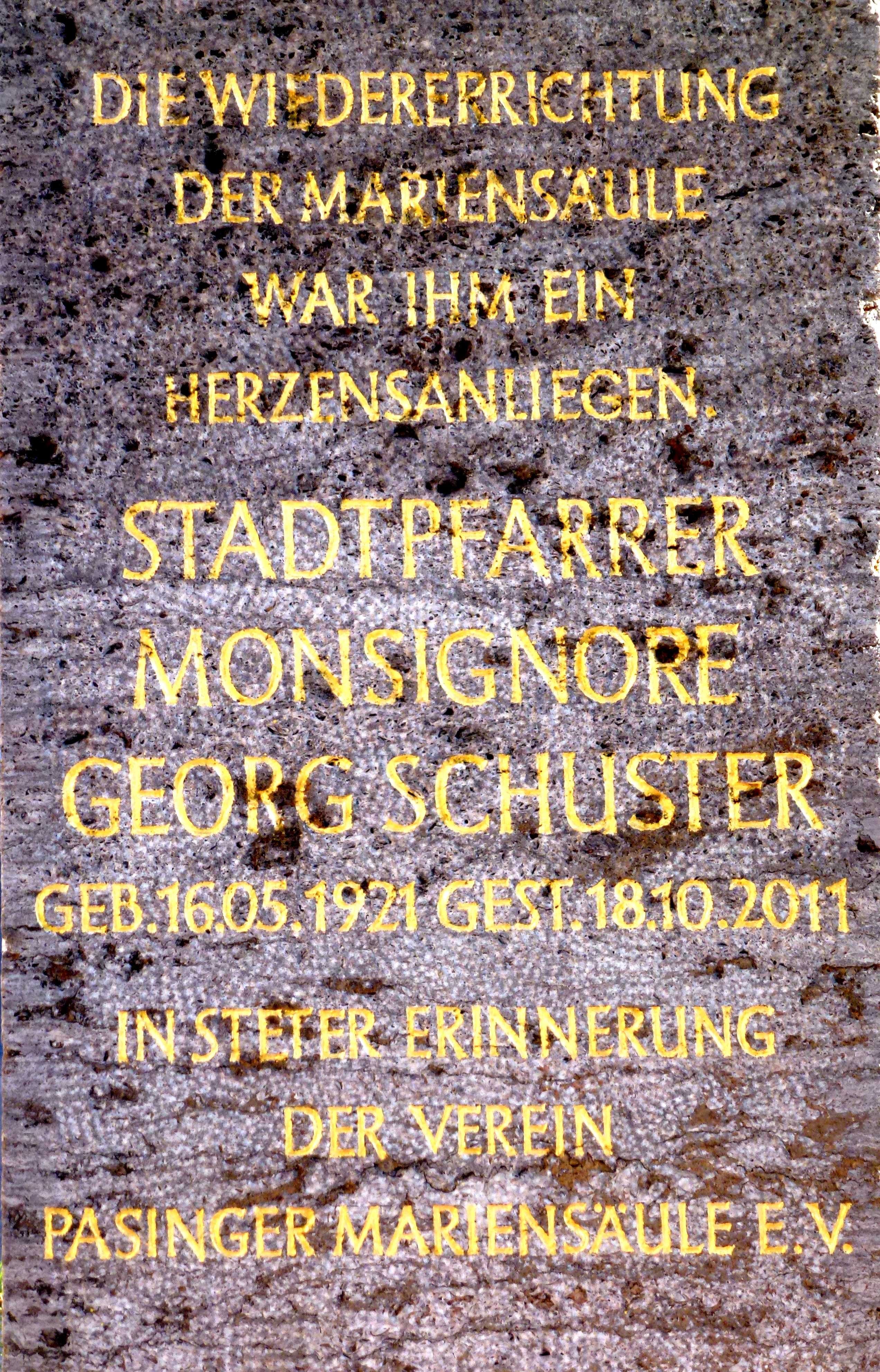
Gedenkinschrift auf der Rückseite der Pasinger Mariensäule

Als Gründungsmitglied des 1977 gegründeten Verein Pasinger Mariensäule e.V. setzte er sich mit hohem Einsatz für die Wiedererrichtung der Pasinger Mariensäule am 24. Oktober 1980 auf dem Marienplatz ein, die seit der Räterepublik in der Obhut der Englischen Fräulein stand. In den folgenden Jahren etablierte er die alljährlich stattfindende Lichterprozession am Tag der Pasinger Mariensäule. 2014 wurde er für sein Engagement mit einer Inschrift auf der Mariensäule geehrt.
Bis zu seinem Tod blieb Schuster mit seinem Heimatort Jetzendorf sehr stark verbunden. Schon bei seiner Primiz, die er 1950 im dortigen Schlosshof feierte, waren ca. 17.000 Gläubige anwesend. Auf seinen persönlichen Wunsch wurde er in Jetzendorf neben seinen beiden Schwestern, Anges und Resi, begraben.
Schuster war mit dem ersten Bischof von Schweden, Johann Evangelist Müller, der aus dem benachbarten Gründholm bei Reichertshausen stammte, verwandt.

## Ehrungen
- Ernennung zum Geistlichen Rat, 1985
- Bundesverdienstkreuz 1. Klasse, 1986
- Ernennung zum Kaplan Seiner Heiligkeit (Monsignore), 1993
- Träger der Bürgermedaille der Gemeinde Percha in Gold[4]
- Gedenkinschrift auf der Pasinger Mariensäule, 2014